# Alexander von Humboldt (spoorwegen)
De Alexander von Humboldt is een Europese internationale trein voor de verbinding Berlijn - Brussel en is genoemd naar de Pruisische ontdekkingsreiziger Alexander von Humboldt.

## EuroCity
De trein is op 23 mei 1993 in het EuroCity-net opgenomen met de treinnummers 46 en 47. Op 1 juni 1997 werd de ICE tussen Berlijn en Keulen in gebruik genomen, als gevolg hiervan
werd het traject van de Alexander von Humboldt ingekort tot Keulen - Brussel.

### Route en dienstregeling
| EC 46         | land      | station                    | km | EC 47         |
| ------------- | --------- | -------------------------- | -- | ------------- |
| 08:32         | Duitsland | Berlin Ostbahnhof          |    | 21:31         |
| 08:40 - 08:42 | Duitsland | Berlin Friedrichstrasse    |    | 21:21 - 21:23 |
| 08:49 - 08:53 | Duitsland | Berlin Zoologischer Garten |    | 21:11 - 21:15 |
| 09:07 - 09:20 | Duitsland | Berlin Wannsee             |    | 20:43 - 20:56 |
| 10:27 - 10:30 | Duitsland | Magdeburg Hbf              |    | 19:32 - 19:35 |
| 11:15 - 11:17 | Duitsland | Braunschweig Hbf           |    | 18:41 - 18:43 |
| 11:54 - 11:57 | Duitsland | Hannover Hbf               |    | 18:03 - 18:05 |
| 12:44 - 12:46 | Duitsland | Bielefeld Hbf              |    | 17:11 - 17:13 |
| 13:13 - 13:15 | Duitsland | Hamm (Westf)               |    | 16:44 - 16:46 |
| 13:33 - 13:38 | Duitsland | Dortmund Hbf               |    | 16:20 - 16:27 |
| 13:48 - 13:49 | Duitsland | Bochum Hbf                 |    | 16:08 - 16:09 |
| 13:59 - 14:01 | Duitsland | Essen Hbf                  |    | 15:57 - 15:59 |
| 14:12 - 14:14 | Duitsland | Duisburg Hbf               |    | 15:44 - 15:46 |
| 14:26 - 14:28 | Duitsland | Düsseldorf Hbf             |    | 15:31 - 15:33 |
| 14:50 - 15:14 | Duitsland | Köln Hbf                   |    | 14:42 - 15:09 |
| 16:00 - 16:07 | Duitsland | Aachen Hbf                 |    | 13:51 - 13:54 |
| 16:48 - 16:51 | België    | Liège Guillemins           |    | 13:11 - 13:13 |
| 17:49 - 17:54 | België    | Brussel-Noord              |    | 12:09 - 12:12 |
| 18:01         | België    | Brussel-Zuid               |    | 12:03         |